# Cha Tae-hyun
Dans ce nom coréen, le nom de famille, Cha, précède le nom personnel.
Cha Tae-hyun est un acteur et chanteur sud-coréen né le 25 mars 1976 à Séoul en Corée du Sud.

## Filmographie

### Cinéma
- 1997 : Hallelujah : Un mauvais jeune à l'église
- 2001 : My Sassy Girl (엽기적인 그녀) : Gyeon Woo
- 2002 : Lovers' Concerto (연애소설) : Lee Ji Hwan
- 2003 : Crazy First Love (첫사랑 사수 궐기대회) : Tae-Il
- 2003 : Happy Erotic Christmas (해피 에로 크리스마스) : Sung Byung Ki
- 2004 : Windstruck (내 여자친구를 소개합니다) : Un homme à la station de train
- 2004 : Two Guys (투 가이즈) : Hun
- 2005 : Sad Movie (새드 무비) : Ha Seok
- 2005 : My Girl and I (파랑주의보) : Su Ho
- 2007 : My Mighty Princess (무림여대생)
- 2007 : Highway Star (복면 달호) : Bong Dal Ho
- 2008 : BA:BO : Seung Ryong
- 2008 : Speedy Scandal (과속스캔들) : Nam Hyeon Su
- 2010 : Hello Ghost (헬로우 고스트) : Sang Man Kang
- 2011 : The Champ (챔프) : Seung Ho
- 2011 : Sunny (써니) : L'employé de la compagnie d'assurance
- 2012 : Never Ending Story (네버엔딩스토리) : Un ami de Song Gyeong
- 2012 : Gone with the Wind (바람과 함께 사라지다) : Lee Deok Mu
- 2013 : Catch Me (캐치미) : Le voisin
- 2014 : Tazza: The Hidden Card (타짜-신의 손) : Le DJ à la radio
- 2017 : Along With the Gods : Les Deux Mondes (신과함께-죄와 벌) : Kim Ja Hong
- 2017 : Saranghagi ttaemoone : Lee Hyeong
- 2018 : Along With the Gods: Les 49 Derniers Jours (신과함께-인과 연) : Kim Ja Hong

### Télévision

#### Réalisateur
- 2017 : The Best Hit

#### Acteur
- 1996 : Papa
- 1998 : Ready Go!
- 1999 : Into the Sunlight
- 2004 : First Love of a Royal Prince (황태자의 첫사랑) : Choi Geon Hee
- 2007 : Flowers for My Life
- 2008 : General Hospital 2 (종합병원 2) : Choi Jin Sang
- 2011 : Light and Shadows (빛과 그림자)
- 2012 : Jeon Woo Chi (전우치) : Jeon Woo Chi
- 2015 : The Producers (프로듀사) : Ra Jun Mo
- 2016 : Moonlight Drawn by Clouds (구르미 그린 달빛) : Un ouvrier agricole
- 2016 : Legend of the Blue Sea (푸른 바다의 전설) : Le faux chaman
- 2017 : The Best Hit (최고의 한방) : Lee Gwang Jae
- 2018 : Matrimonial Chaos (최고의 이혼) : Jo Seok Mu

## Discographie
- 2001 : Accident
- 2003 : 더북

## Distinctions

### Nominations
- SBS Drama Awards 2000 : Prix d’excellence, acteur pour Juliet's Man
- 23e MBC Drama Awards 2004 : Prix Top Excellence, acteur pour First Love of a Royal Prince
- KBS Drama Awards 2007 : Prix Top Excellence, acteur pour Flowers for My Life
- 27e MBC Drama Awards : Prix d'excellence, acteur pour General Hospital 2
- 47e Baeksang Arts Awards 2011 : Meilleur acteur pour Hello Ghost
- 48e Grand Bell Awards 2011 : Meilleur acteur pour Hello Ghost[1]
- 26e KBS Drama Awards 2012 : Prix d'Excellence, Acteur in a Mid-length Drama pour Jeon Woo-chi
- 13e KBS Entertainment Awards 2014 : Daesang (Grand Prix) pour 2 Days & 1 Night

### Récompenses
- KBS Super Talent Contest 1995 : Médaille d'argent
- 35e Baeksang Arts Awards 1999 : Meilleur nouvel acteur pour Sunflower
- SBS Drama Awards 1999 : Meilleur nouvel acteur pourHappy Together
- 18e MBC Drama Awards 1999 : Meilleur nouvel acteur
- SBS Drama Awards 2000
  - Big Star Award pour Juliet's Man
  - Prix de popularité pour Juliet's Man
  - SBS Award pour Juliet's Man
- 22e Blue Dragon Film Awards 2001 : Meilleur nouvel acteur pour My Sassy Girl
- 38e Baeksang Arts Awards 2002 : Meilleur nouvel acteur (film) pour My Sassy Girl
- 39e Grand Bell Awards 2002 
  - Meilleur acteur pour My Sassy Girl
  - Prix de popularité pour My Sassy Girl
- 25e Golden Cinematography Awards 2002 : Meilleur nouvel acteur pour My Sassy Girl
- 23e Blue Dragon Film Awards 2002 : Prix de popularité pour Lovers' Concerto
- 24e Blue Dragon Film Awards 2003 : Prix de popularité pour Crazy First Love
- 6th KBS Entertainment Awards 2007 : Meilleur DJ Radio pour Mr. Radio
- 45e Grand Bell Awards 2008 : Overseas Popularity Award pour BA:BO[2]
- 6e Max Movie Awards 2009 : Meilleur acteur pour Speedy Scandal
- 11e KBS Entertainment Awards 2012 : Top Entertainer Award pour 2 Days & 1 Night
- 12e KBS Entertainment Awards 2013 : Prix de Top Excellence pour 2 Days & 1 Night[3],[4]